# Хэмптон-Кортская конференция

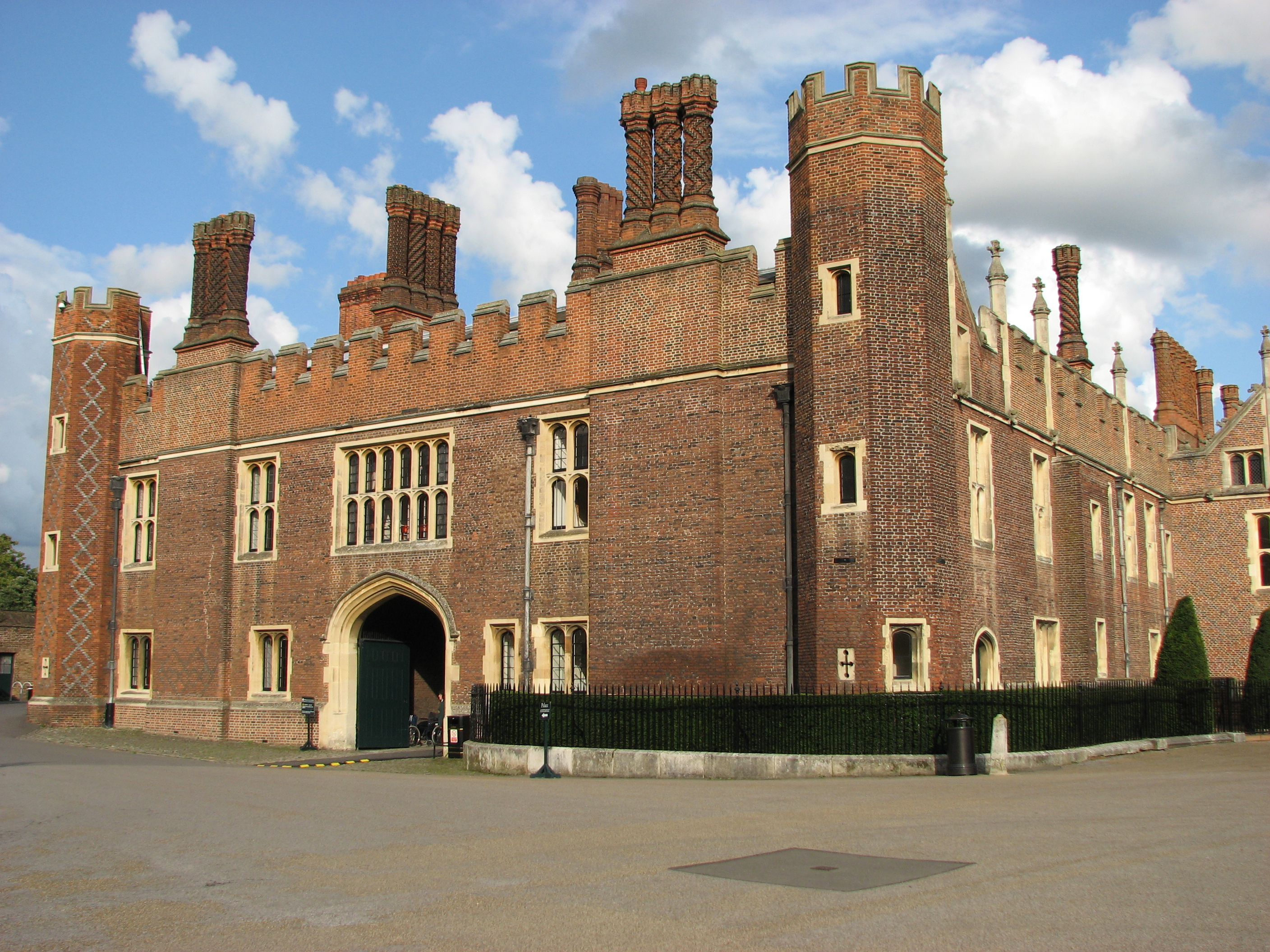
Дворец Хэмптон-корт, место проведения конференции

Хэмптон-Кортская конференция была созвана в январе 1604 года королём Англии Яковом I во дворце Хэмптон-корт для обсуждения религиозных разногласий между представителями англиканской церкви и лидерами английских пуритан. Всего состоялось три встречи в течение пяти дней.
Ко времени восшествия на престол Якова I в значительной, наиболее активной, части протестантского общества существовало недовольство религиозной политикой проводимой Елизаветой I и возглавляемой ею официальной церковью. Приход к власти нового монарха, с рождения воспитанного в кальвинистской вере, породил надежды на продолжение в стране Реформации, по мнению пуритан — незавершённой. Непосредственным поводом созыва конференции стало поступление Якову I многочисленных петиций от пуритан, заинтересованных в проведении религиозных реформ. В поданной королю весной 1603 года «Петиции тысячи» были сформулированы требования широкого спектра неофициальных религиозных групп, простирающиеся от полного реформирования государственной церкви до уточнения литургических формулировок. Поскольку позиция Якова I состояла в сохранении сложившейся системы, в итогах конференции наиболее радикальные требования учтены не были. Некоторые из пожеланий пуритан были учтены в новой редакции Книги общих молитв, вышедшей несколько недель спустя. Достижением пуритан, настаивавших, чтобы люди узнавали слово Бога без посредников, стало начало перевода христианской Библии на английский язык, что привело к появлению Авторизованной версии, названной так, поскольку только она была разрешена для чтения в церквях, известная также как Библия короля Якова. Король, проявив умеренный и компромиссный подход, укрепил поддержку монархии среди священнослужителей, частично утраченную в результате жёстких антикатолических законов Елизаветы I.
В современной историографии дискуссионным является вопрос о целях, которые преследовал Яков I, созывая конференцию, и о том, до какой степени он был готов пойти навстречу пуританам. Среди высказанных предположений — желание короля продемонстрировать свои полемические и богословские таланты, добиться от пуритан лояльности в обмен на некоторые уступки или действительно устранить имеющиеся злоупотребления в церкви.

## Предпосылки

### Положение пуритан в правление Елизаветы I
По выражению британского историка Патрика Коллинсона, пуританство являлось не некой определённой философией, а тенденцией, и пуритане, не являясь сектой, верили в то же, что и остальные протестанты, только более интенсивно. Открыто критиковать Англиканскую церковь они начали после того, как в 1559 году королева Елизавета I (1558—1603) при поддержке Парламента сформулировала принципы религиозного урегулирования. Критика перешла в негодование в середине 1560-х годов, когда желание архиепископа Мэттью Паркера ввести единообразие в одежде священников и церемониалах привело к отстранению 34 лондонских священнослужителей. Именно этот эпизод обычно считается началом пуританского движения. Многие из наиболее радикальных английских протестантов теперь были убеждены, что елизаветинская церковь и её епископы отказались от продолжения реформы, что английская церковь останется «полуреформированной», с «римскими лохмотьями», к которым они относили не только стихарь и квадратную шапочку, но и использование знака креста при крещении, совершение поклонов во имя Иисуса, использование супружеских колец и вставание на колени при получении причастия. Епископ Лондонский Эдмунд Гриндал, сменивший в 1576 году Паркера в качестве архиепископа Кентерберийского призывал не пуритан оставлять церковь из-за нескольких церемоний ввиду согласия по важнейшим доктринальным вопросам, ссылаясь на аргументацию об адиафоре, то есть несущественных аспектах учения. Пуритане отвергли такой подход, утверждая, что оставленное Богом незначительным не может быть навязано людям, поскольку смутит слабых в вере, введёт их в заблуждение и сделает восприимчивыми к соблазнам папизма. Хотя непосредственными участниками спора об облачениях 1566 года была незначительная часть духовенства Лондона и университетских центров, общий эффект был весьма значительным. Активная часть несогласных начала образовывать мелкие нелегальные конгрегации вне официальной церкви, а доверие тех, кто остался в своих приходах к своим епископам был подорвано. Как отмечал декан Йорка Мэттью Хаттон, «если вначале это были всего лишь шапочка, стихарь и шарф, то теперь речь идёт о епископах, архиепископах и, кафедральных соборах и ниспровержении устоев».
Ссылаясь на пример организации протестантов в Женеве (Женевская консистория) и Франции, пуритане доказывали, что церковь должна управляться не епископами, а мирскими старейшинами и духовными пасторами, избираемыми членами конгрегации. Богословское обоснование пресвитерианской модели в 1570 году дал кембриджский профессор Томас Картрайт. Согласно Картрайту, каждая конгрегация должна направлять своих представителей в окружное собрание или классис (classis) которое, в свою очередь, шлёт делегатов в синод провинции или королевства. В схеме Картрайта не было места для королевской супрематии, требуемой актом 1559 года и являвшейся частью елизаветинского урегулирования. В 1572 году Джон Филд и Томас Уилкокс опубликовали получивший широкую известность среди пуритан манифест «An Admonition to the Parliament» («Предостережение парламенту»), в котором продолжили отстаивать равенство среди духовенства. Недовольство пуритан вызывал и недостаток церковной дисциплины, не обеспечивавшей ту степень контроля за духовной жизнью верующих, которую пуритане наблюдали у своих собратьев по вере в Женеве и Шотландии. В их представлении, состоящие из пасторов и старейшин приходские суды должны были надзирать за мирянами. Властные притязания епископов при недостаточных усилиях в деле духовного окормления паствы, напротив, виделись им неприемлемыми. Установление дисциплины являлось для радикалов важнейшим шагом к созданию благочестивого и ведущего проповедническую деятельность духовенства. В целом, елизаветинские церковные иерархи соглашались с необходимостью искоренения злоупотреблений и борьбы с нерадивостью пастырей, но изменения происходили, с точки зрения пуритан, слишком медленно. Многие области испытывали нехватку в священниках, способных или желающих читать проповеди. Четыре проповеди в год, которые был готов выслушать обычный англичанин, пуританам казались совершенно недостаточным количеством. Для начала, следовало очистить университеты от папизма и обеспечить им благочестивых преподавателей, таких как Лоренс Лоренс, превративший оксфордский Колледж Магдалины в семинарию, готовящую протестантских проповедников. Новые колледжи Кембриджа, основанные в 1584 и 1596 годах колледжи Эммануил и Сидни-Сассекс изначально задумывались с той же целью. В результате, к концу царствования Елизаветы до 40 % приходских священников имело учёную степень и положение с количеством читаемых проповедей начало улучшаться. В отдельных приходских церквях объединившиеся пасторы могли обеспечить ежедневные проповеди. Знатные покровители оплачивали дополнительных проповедников, читавших лекции или пророчествующих (prophesying) (1Кор. 14:1) в крупных ярмарочных центрах.
Среди тех, кто препятствовал делу распространения благочестия была и королева Елизавета, недовольная явной неблагонадёжностью проповедников. Она неоднократно приказывала принимать меры против пророчествующих, и когда архиепископ Гриндал попытался воспрепятствовать репрессиям, он был временно отстранён от своих обязанностей. Другими мерами, осуществляемыми королевой, было удержание епископских кафедр вакантными, в результате чего доходы диоцезов направлялись в казну, и препятствование богословским дискуссиям в Парламенте. Импроприация приходских доходов светскими лендлордами, то есть изъятие десятины, ранее шедшей в доход распущенных в 1530-х годах монастырей, уменьшала доходы приходских священнослужителей. В 1580-х годах критика в адрес церкви на пуританских синодах и в Парламенте стала звучать ещё настойчивей, но по-прежнему без результата. Напротив, при архиепископе Джоне Уитгифте (1583—1604) усилилось давление на нонконформистов. Для исполнения любых церковных обязанностей требовалось подписать письменное согласие с Актом о супрематии, 39 статьями и подтвердить, что Книга общих молитв и существующий порядок рукоположения не противоречит Библии. От 300 до 400 священников отказалось подписать такое согласие и были отстранены от служения, однако многие из них были восстановлены после подписания несколько изменённых формулировок. Со своей стороны, пуритане неуклонно двигались в направлении создания собственной независимой церковной организации, основанной на пресвитерианских принципах. Данный процесс хорошо документирован для Нортгемптоншира, разделённого на три классиса или окружных собрания, каждый из которых направлял по два делегата в собиравшийся раз в 6 или 8 недель синод. Судя по имеющимся сведениям, система приходской дисциплины не успела сложиться к концу десятилетия, когда Уитгифт начал бороться с религиозным сепаратизмом более решительно. В 1587 году был арестован Генри Барроу, утверждавший, что светские правители не имеют права принимать относящиеся к религии законы. В поисках анонимного автора памфлетов против церкви, выступавшего под псевдонимом Мартин Марпрелат, в 1592 году Уитгифт добился полного прекращения публичной деятельности пресвитериан.

### Ожидание перемен от Якова I

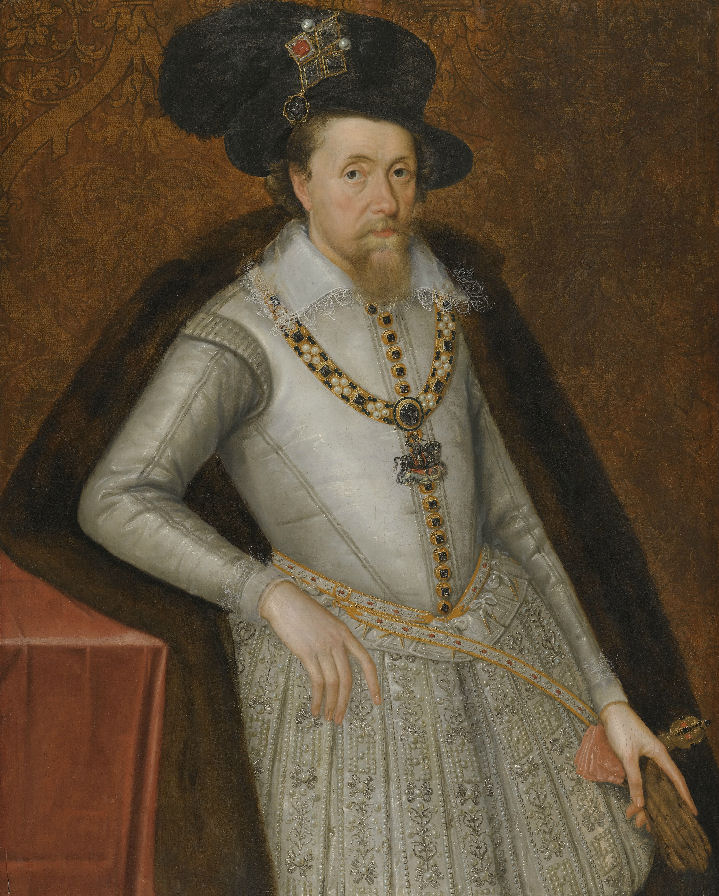
Портрет короля Якова I, работа Джона Декрица, ок. 1606 года

Восшествие в 1603 году на престол Англии короля Шотландии Якова I стало, по словам философа Фрэнсиса Бэкона, важнейшим событием во всём христианском мире и породило множество разнообразных надежд. Поскольку в Шотландии уже закрепился протестантизм в форме пресвитерианства, не было сомнений в том, что возврата к католицизму не будет. «Елизаветинское урегулирование», требовавшее от верующих признания небольшого числа основополагающих принципов и выражения лояльности государственным институтам, в целом было принято обществом. Тем не менее, вопрос о том, какую из многочисленных протестантских групп Англии подержит Яков ещё предстояло выяснить. Пуритане, и без того поглощённые многочисленными доктринальными разногласиями, начали борьбу между собой за расположение нового монарха. Их основные ожидания касались снятия ограничений для проповедников и отмены епископского управления, однако они не были осведомлены о конфликте Якова с пресвитерианскими священниками Шотландии. На возможность улучшения своего положения рассчитывали и католики, которым было известно о тайных переговорах короля с папой и иезуитами и его желании поддержать маркиза Хантли и католических лордов Шотландии против пресвитериан. Как писал католический архисвященник Джордж Блэкуэлл, «война между еретиками — это мир для Церкви». Со своей стороны, Яков весьма критично относился к религиозным радикалам и в своём поучении к сыну Генри называл пуритан настоящей чумой в церкви и государстве. С другой стороны, помимо «умалишённых и безумных проповедников» он отмечал наличие с обеих сторон людей «учёных и основательных».
Яков достаточно быстро дал понять, что его тревожат сложности во взаимоотношениях пуритан с Церковью Англии, но он не намерен предпринимать решительных шагов по изменению status quo и связывать себя с одной из групп до выяснения расстановки сил. Архиепископ Джон Уитгифт, отправивший к королю декана Томаса Невилла, получил обрадовавший всех ответ, что тот не собирается вводить в Англии пресвитерианство. В мае Уитгифт сам встретился с королём в поместье графа Солсбери и узнал, что того чрезвычайно волнует материальное положение проповедников, ухудшившиеся в результате импроприации. По мере продвижения Якова в сторону Лондона ему поступали разнообразные просьбы. Самой представительной из них была составлявшаяся несколько месяцев и представленная королю в апреле «Петиция тысячи» выражавшая, как в ней заявлялось, «согласие более чем тысячи священников и прочих подданных». В отличие от множества других петиций, которые составлялись в предшествующее царствование, в ней не содержалось ни требования отмены епископов, ни введения пресвитерианства. Некоторые из предлагаемых реформ были относительно умеренны: при крещении детей не задавать вопросы об отречении от дьявола и вере в Троицу и не использовать знак креста; отмена таинства миропомазания; запрет возможности осуществлять крещение женщинам, практиковавшейся, например, нянями, в виду угрозы жизни младенца; необязательность некоторых литургических облачений; принятию таинства евхаристии должна предшествовать молитва; корректировка некоторых литургических выражений; необязательность использования супружеского кольца; укорачивание и упрощение церковных служб, а также использование более простой музыки; недопустимость принуждения работать в выходные; единообразие учения и запрет папизма; священники не должны учить людей кланяться во имя Иисуса; исключение апокрифов из чтений в церкви и образовательных программ. Только небольшая часть из этих требований могла быть принята большинством протестантов, тогда как остальные были совершенно неприемлемы для елизаветинского церковного большинства. Другие запросы петиционеров вызывали бо́льшие разногласия в обществе. Часть из них касалась требований к священникам и осуществляемой ими проповеди, другие — общей организации церковной жизни. Особенное неприятие требований этой группы выразили богословы Кембриджа и Оксфорда. Хотя петиция была составлена в почтительных выражениях, её составители на всякий случай решили не ставить под ней свои подписи, ограничившись согласованием, и потому утверждение, что их было более тысячи, подвергалось сомнению — как утверждал полвека спустя церковный историк Фуллер, Томас, в действительности подписантов набралось только 825.
Многочисленные предложения, содержащиеся в петиции, были тесно связаны с различными пуританскими инициативами по реорганизации Церкви Англии, выдвигавшимися с начала царствования Елизаветы I. В частности, запрет на использование органов и инструментальной музыки во время богослужений, отмена обязательного коленопреклонения во время евхаристии, празднования дней и праздников в честь святых и церковных облачений при богослужении предлагались пуританами в рамках Кентерберийской конвокации 1563 года. В результате голосования шесть пуританских статей не были приняты (59 голосов против 58), тогда как менее радикальный проект стал основой принятых в 1571 году 39 статей англиканского вероисповедания. Далее, идеи о проповедовании священнослужителей ранее озвучивались в начале 1570-х годов радикалом Томасом Картрайтом в его двух «Предостережениях к парламенту». Согласно Картрайту, в правильно организованной церкви нужны «только два типа служителей, именно, пасторов и наставников, которые не отличаются по сану, но по функциям и проявлению их дарований». Пасторы осуществляют надзор и попечение за приходом, наставляют и увещевают согласно доктрине, а также совершают таинства. Решениями Парламента 1571 и 1572 годов его идеи по созданию национальной пресвитерианской церкви были отвергнуты, и пуритане приступили к созданию независимой церковной организации. Наконец, содержащаяся в петиции просьба осуществлять отлучение от церкви только по заветам Христа впервые появляется в книге «Disciplina Ecclesiae sacra ex Verbo Dei descripta» («Священная дисциплина Церкви, написанная со Слова Божьего», «Книга дисциплины», 1573) женевского единомышленника Картрайта Уолтера Треверса. Треверс также настаивал на возвращении к раннехристианской системе церковного управления, в которой церковнослужители разделялись на четыре равных разряда (пасторы, избираемые пожизненно, проповедуют и совершают богослужения и таинства; наставники преподают учение церкви; старейшины осуществляют надзор за нравственностью прихожан; деканы заботятся о бедных). С назначением в 1583 году архиепископом Кентерберийским Джона Уитгифта началась масштабная борьба с пресвитерианским движением. В том же году он утвердил Статьи, запрещавшие частную проповедническую деятельность, регламентировавшие церковную жизнь согласно Книге общих молитв, предписывающие священникам использовать определённые облачения и подписывать различные клятвы повиновения королеве и епископу, а также утверждавшие строгую церковную дисциплину.
Благодаря усилиям епископа Ричарда Бэнкрофта, начиная с 1591 года у пуритан не было единой организации. Среди подписавших «Петицию тысячи» выделялись, согласно Р. Г. Ашеру (R. G. Usher), три крыла. Ультрарадикалы, возглавляемые Джоном Гринвудом и Робертом Брауном, придавали особенное значение религиозной дисциплине. Рассматривая её как необходимое условие спасения, они пошли по пути создания небольших автономных конгрегаций. Радикалы, близкие предыдущим по взглядам на дисциплину, придерживались также старой тактики борьбы за свои права путём петиций и собраний. Их лидерами были Томас Уилкокс и Стивен Эгертон в Лондоне, Эдмунд Снейп (Edmund Snape) в Нортгемптоншире и  в Саффолке. Наконец, умеренные пуритане находились под влиянием профессоров Джона Рейнольдса из Оксфорда и Лоренса Чедертона из Кембриджа. Начиная с мая король получал петиции, пять из которых сохранились в архивах. Пуритане собирали перечни притеснений и прегрешений, совершаемых против или в пользу «папистов» членами церковной иерархии. Лидеры радикалов, Стивен Эгертон, Артур Хилдершэм и Генри Якоб, рассылали послания своим собратьям в различные графства, информируя их о том, что многие учёные и благочестивые священники готовят петицию королю по поводу реформирования церкви, и призывая собирать подписи верующих.

## Подготовка конференции
Традиционно считается, что Хэмптон-Кортская конференция стала результатом рассмотрения королём «Петиции тысячи», однако оригинал документа не сохранился и историкам первой половины XVII он практически не знаком. Обстоятельства, связанные с её вручением Якову, равно как и точная дата события, также не известны. С другой стороны, хорошо известны многочисленные петиции второй волны, исходившие из всех слоёв общества по всей стране. По предположению Патрика Коллинсона, они стали ответом на критические отзывы на «Петицию тысячи» со стороны университетов («The Answere of the Vice-Chancellor and other the Heads of Houses in the University of Oxford to the humble Petition of the Ministers»), и только некоторые из них были инспирированы централизованно некими «братьями из Лондона». Вдохновителями новых петиций могли быть анонимные авторы изданного в середине мая 1603 года манифеста «Advice tending to Reformation». Возможно, это были шотландский священник Патрик Галловэй и Льюис Пикеринг (Lewis Pickering) из Нортгемптоншира. Призывая всех жаловаться на злоупотребления и требовать реформ, они предупреждали своих сторонников избегать повторения выражений во избежание обвинений в заговоре. Подготовленный в Оксфорде летом 1603 года и опубликованный в октябре, The Answere содержал разбор каждого из пунктов первоначальной петиции. К документу было приложено письмо сената Кембриджского университета от 7 октября, в котором сообщалось, что каждый, кто публично оспаривает учение или дисциплинарный порядок Церкви Англии, утратит право на получение степени в университете или будет лишён имеющейся. В то же время архиепископ Уитгифт пытался донести до короля сложившиеся реалии. Когда Яков потребовал от университетов последовать его примеру и вернуть импроприированные в их пользу доходы, Уитгифт разъяснил ему, что теперь указанные средства стали составлять большую сумму доходов университетов, и отказаться от них невозможно. Результатом стало разосланное всем епископам королевское послание, в котором указывалось, что новая политика не предполагает лишения кого-либо имеющихся у него источников доходов. Предполагалось, что средства для поддержки нуждающихся священнослужителей будут изысканы каким-то другим образом, однако этого так и не произошло.
Не известно точно, когда было принято решение о проведении конференции, вероятно, летом. Устроить «собрание учёных людей» (англ. conference among the learned) было одним из предложений авторов «Петиции тысячи», наряду с просьбой ознакомиться с более подробным изложением ситуации устно или письменно. Другой причиной, по которой могла рассматриваться идея об устроении религиозной конференции, была идущая с Генриха VIII традиция озвучивать религиозные основания нового царствования. Имеющиеся источники не дают однозначного ответа на вопрос, к чьему мнению прислушался король, решив обсудить церковные проблемы с пуританами. С одной стороны, видимой причиной созыва Конференции была развёрнутая радикалами активность, с другой — в мае король впервые встретился с архиепископом Уитгифтом, которого уверил в своей поддержке хорошо устроенного положения дел в Церкви. Вместо обсуждения предстоящей конференции Яков интересовался положением духовенства, и сразу после встречи Уитгифт переслал вопросы короля провинциальным епископам. 11 мая Уитгифт писал, что король не потерпит смутьянов в Церкви и не допустит нелицензированных проповедников. 12 мая, и 30 июня повторно, Уитгифт запрашивал у епископов количество проповедников по каждому приходу. Несколько раз король обращался к религиозным делам в июле, но тоже не в связи с организацией конференции. В первый раз предстоящая конференция упоминается в августе 1603 года с предполагаемой датой 1 ноября без всякой связи с петицией. Сохранились списки приглашённых епископов от того же месяца. Постепенно конференция стала предметом широкого обсуждения, слухов и дипломатической переписки. 24 октября, за неделю до назначенной даты, находясь в Уилтоне, король издал прокламацию о переносе конференции на не указанный день после Рождества. Необходимость обсуждения церковных дел объяснялось тем, что хотя церковь Англии и «находится в согласии со словом Божиим и установлениями древней Церкви», в ней всё равно могут быть нарушения, «шокирующие праведников» (англ. scandalous to many seeming zealous). Перенос на более позднюю дату мог быть связан с валом петиций от сассекских пуритан, эпидемией чумы или государственными заботами нового монарха. Сохранившийся черновик прокламации составлен в выражениях, не оставлявших пуританам надежд на благополучный исход их ходатайств. Практически по каждому предполагавшемуся к обсуждению вопросу было указано подразумеваемое решение, одобряемое официальной церковью, руководимой «способными, достаточными и учёными епископами и священниками, ближайшими к установлениям Древней церкви». В окончательной редакции документ стал приемлемым если не для всех пуритан, то хотя бы для умеренной их части, оставляя пространство для дискуссии. Коллинсон не согласен с такой оценкой окончательной редакции, и считает её полезной для епископов.
Непосредственно перед конференцией начали распространяться разнообразные слухи, дававшие надежду как пуританам на поддержку со стороны короля их дисциплинарным идеям, так и епископам на сохранение status quo. Стивен Эгертон, один из лидеров петиционного движения, сообщал в ноябре, что король не согласился с суждением епископа Уинчестерского Томаса Билсона, что епископы не могут обсуждать вопросы с людьми менее значительными. О своей уверенности, что петиции не убедили короля графу Солсбери в начале декабря писал Уитгифт. 12 января 1604 король принял в Уайтхолле 9 епископов и поделился с ними своими планами по укреплению церкви Англии и Ирландии. Также он сообщил о своём желании перенести конференцию на ближайшую субботу.
Относительно состава участников конференции изначально предполагалось, что будет восемь епископов и столько же пуритан. Естественными кандидатами со стороны пуритан были осуждённые в 1592 году Звёздной палатой предводители пресвитерианского движения, однако из них Томас Картрайт умер 27 декабря 1603 года, Артур Хилдершэм и Стивен Эгертон слишком активно проявили себя в истории с петициями, а Хэмфри Фенна Бэнкрофт считал слишком радикальным. Итоговый список, представленный Галловэем, включал трёх представителей умеренного крыла и двух от радикалов. К умеренным относят делегатов от Оксфорда президента колледжа Корпус-Кристи Джона Рейнольдса и профессора богословия Томаса Спарка, о закулисных переговорах которых с епископами сообщает Барлоу. Томас Спарк известен также как участник Ламбетской конференции 1584 года и автор верноподданнических трактатов. Со стороны епископов умеренным пуританам симпатизировали бывший коллега и близкий друг Рейнольдса Генри Робинсон, а также Энтони Радд, Тобиас Мэттью и Джерваз Бабингтон. Декан королевской часовни Джеймс Монтегю, будущий епископ Уинчестера, являлся первым мастером пуританского колледжа Сидни-Сассекс и его убеждения были сомнительны для более консервативных епископов. Из остальных пуритан к радикалам причисляли Джона Ньюстаба, ректора из Кокфилда, Саффолк и мастера Эммануил-колледжа Лоренса Чедертона, однако оба они уже достаточно давно придерживались конформистских взглядов. Такой выбор пуританских представителей дал основания радикалу Генри Якобу заявлять, что «всё закулисно устроено самими прелатами».
Формальное приглашение участникам было направлено от имени Тайного совета.

## Ход конференции

### Первая встреча
14 января 1604 года богословы собрались в Хэмптон-корте. Со стороны официальной церкви присутствовали архиепископ Уитгифт, 8 епископов (Ричард Бэнкрофт, Тобиас Мэттью, Томас Билсон, Джерваз Бабингтон, Энтони Радд, Энтони Уотсон, Генри Робинсон, Томас Дав) и 7 деканов (Ланселот Эндрюс, Джон Оверолл, Джеймс Монтегю, Уильям Барлоу, Джайлс Томсон и Томас Рэвис). К упомянутым выше четырём делегатам от пуритан ряд источников добавляют декана Ричарда Филда, участвовавшего в дискуссиях на стороне их противников. Епископы прибыли во дворец около 11 утра, найдя пуритан уже сидящими на скамье вдоль стены. Неловкость ситуации усугубило переданное через гонца сообщения Якова, что в этот день он хочет видеть только членов Тайного совета, епископов и деканов. Через некоторое время король появился перед ними и сообщил о своём желании проконсультироваться по поводу различных проблем в церкви.
Ход дальнейшего обсуждения в источниках излагается различно. Согласно отчёту Уильяма Барлоу, далее король обратился к епископам, выразив надежду относительно возможности проведения необходимых реформ без существенных преобразований, если ему разъяснят некоторые спорные термины из Книги общих молитв. В ответной речи, опустившись на колени, Уитгифт поблагодарил Бога за проявленную королём мудрость, учёность и справедливость. Затем архиепископ разъяснил суть таинства конфирмации, о котором упоминается в 25-й статье, а также других проблемных терминов. Дальнейшие комментарии предоставили епископы Бэнкрофт, Мэттью и Робинсон. После продолжительной дискуссии участники пришли к консенсусу, который был позднее зафиксирован в решениях конференции. На том первое заседание завершилось, а встречу с пуританами король назначил на понедельник. Автор анонимного отчёта расставляет акценты иначе, и в его изложении общение Якова с епископами напоминало допрос. После разъяснения собравшимся целей конференции он потребовал от епископов сообщить ему, что в церкви нуждается в реформе. Вместо того, чтобы дать прямой ответ, Уитгифит и Бэнкрофт на коленях умоляли короля избавить церковь от перемен в управлении и литургии, поскольку перемена сложившегося за 40 лет порядка даст основания папистам и пуританам утверждать, что их напрасно притесняли в прошлом. В ответ Яков заметил, что ошибкой будет не лечить того, кто болеет оспой, даже если он болен 40 лет. Далее он углубился в частные вопросы и, после того, как епископы начали отрицать, что Книга молитв допускает крещение женщинами, потребовал принести экземпляр для изучения. Сумев ответить на вопросы короля, епископы не смогли его убедить отказаться от общения с пуританами.
Слухи о ходе конференции начали распространяться очень быстро. Автор анонимного письма, впервые изданного Барлоу, утверждал, что первый день обернулся триумфом для дела благочестия: «Конформисты повесили головы и епископы проклинают пуритан». Более точные сведения были у не принадлежавшего ни к одному из лагерей виконту Дорчестеру, поделившемуся со своим корреспондентом Джоном Чемберленом известными ему подробностями. Согласно ему, король прежде всего сообщил епископам, что собрал их не за тем, чтобы выдвинуть против них обвинения, но с целью посоветоваться. Ответы епископов его вполне удовлетворили, а деканы были только слушателями.

### Вторая встреча

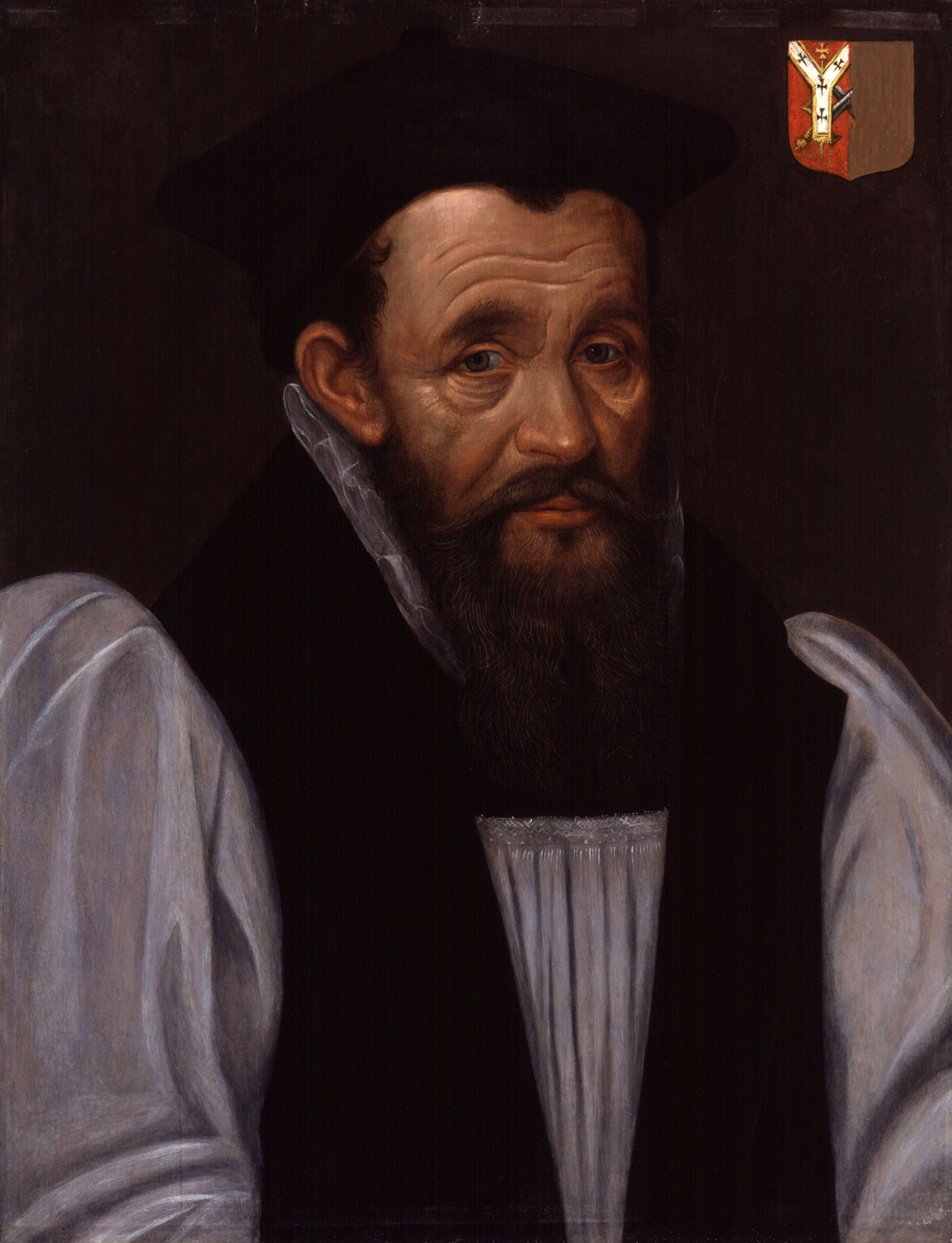
Портрет Ричарда Бэнкрофта, работа неизвестного художника

В понедельник, 16 января 1604 года, в назначенном для конференции помещении собрались епископ Лондона Бэнкрофт, епископ Уинчестера Билсон, деканы и пять представителей пуритан. Архиепископ Уитгифт на второй встрече не присутствовал. Появившийся в парадном облачении, король Яков I обратился к присутствующим с приветственной речью (англ. pitthy and sweet speech). Своими целями король обозначил способствовать единству церкви без нововведений, воспрепятствовать папистам и врагам религии, не допустить злоупотреблений. От лица пуритан, коленопреклонённых перед ним, первым выступил с жалобами Джон Рейнольдс. Сначала он сформулировал основные предложения пуритан, а затем охарактеризовал каждое из них подробно. По словам Рейнольдса, следовало поддерживать учение церкви в чистоте согласно слову Божьему, и хорошие пастыри должны везде учить одинаково. В равной степени церковь должна управляться по слову Божьему и, в-четвёртых, Книгу общих молитв следует подправить для большего благочестия. Вдавшись в подробности претензий пуритан к содержанию 39 статей, Рейнольдс выступил с предложением присоединить к ним Ламбетские статьи 1595 года. На этом его прервал Бэнкрофт и, также стоя на коленях, попросил короля выслушать епископов, прежде чем давать слово еретикам, которые желают не реформации, а ниспровержения порядков церкви. Король, отметив, что следует, не перебивая, дать высказать оппонентам свою точку зрения, позволил Бэнкрофту высказаться. Епископ Лондона продолжил свою речь, указав, что Рейнольдс и его единомышленники желают включить в официальную догму учение о предопределении в форме, которая полностью противоречит позиции Церкви Англии, а именно — добавить утверждение о том, что невозможна утрата благодати вследствие греха, даже смертного. И дело тут не в том, чтобы добавить или убрать несколько малозначащих слов, а в конечном итоге, полностью принять кальвинистскую доктрину предопределения со всеми вытекающими из неё следствиями. Здесь Яков прервал его и отметил, что он также считает вопрос о предопределении весьма деликатным и позволил епископу продолжать. Что касается несовершенства церковных законов, то тут Бэнкрофт готов до некоторой степени согласиться с Рейнольдсом, но епископы прикладывают все усилия для улучшения ситуации. В частности, решение о частных крещениях было принято на предыдущей встрече в субботу.

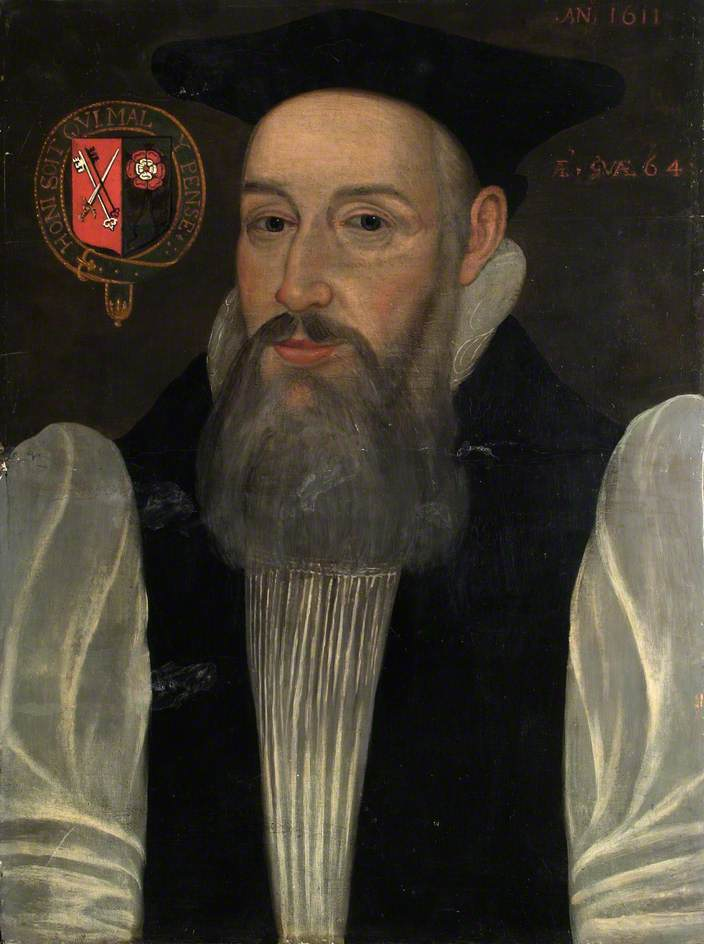
Портрет Томаса Билсона, работа неизвестного художника

Следующий спорный момент, который решил обсудить Бэнкрофт, касался отношения пуритан к конфирмации. Согласно XXV статье англиканского вероисповедания, конфирмацию, наряду с покаянием, рукоположением, браком и соборованием, нельзя рассматривать как таинство Евангелия. Тем не менее, англиканство признаёт её необходимость для обозначения перехода ребёнка к полноценному членству в церкви. С точки зрения пуритан, конфирмация являлась пережитком папизма, и своё отрицательное к ней отношение они высказывали уже в «Предостережении» 1572 года. В «Петиции тысячи» содержалось требование заменить конфирмацию проверкой знаний верующего перед евхаристией. В ходе своего выступления Рейнольдс озвучил предложение пуритан: сохранить конфирмацию, но передать функцию по её осуществления от епископов приходским священникам и подчеркнуть катехетический аспект таинства. По его мнению, 600 церквей слишком много, чтобы один епископ мог тщательно проверить готовность каждого испытуемого. В ответ Бэнкрофт заявил, что истинной целью пуритан в данном случае является создание собственного апостольcкого преемства, а 609 приходских церквей (таково их количество на самом деле) не является слишком большим количеством для удовлетворительного исполнения пастырских обязанностей. Резюмируя обсуждение, Яков согласился с тем, что епископы должны продолжить осуществлять конфирмацию членов церкви. Потерпев поражение с конфирмацией, Рейнольдс вновь обратился к Ламбетским статьям настаивая на включении их в перечень статей вероисповедания, обосновывая желание пуритан тем, что они полезны с точки зрения проповедования и могут дать духовное утешение прихожанам. Король отверг и это предложение, дав понять, что ранее о Ламбетских статьях не слышал, и посоветовал добиваться утешения иными способами, оставив такие вопросы для богословских диспутов в университетах. Далее слово взял декан Джон Оверолл, активный участник кембриджских споров о предопределении в 1590-х годах, и дал развёрнутый богословский комментарий к проблеме, после чего король ещё раз выразил своё крайнее недовольство предлагаемой доктриной, назвав её «лицемерной».

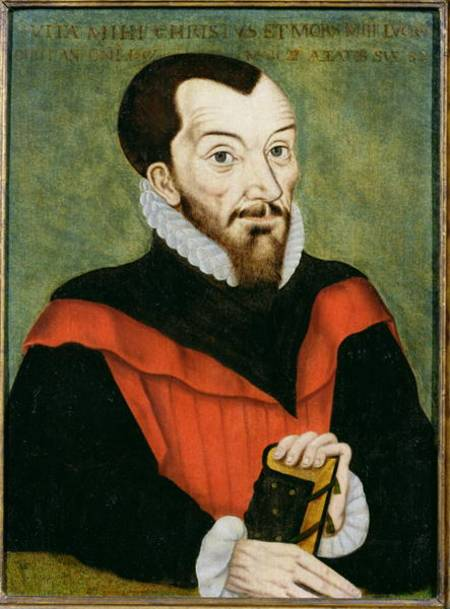
Портрет Джона Рейнольдса, работа неизвестного художника

Далее пуритане попросили подготовить новый катехизис и новый перевод Библии, поскольку имеющиеся полны ошибок и искажений. По поводу первого Яков отметил, что не видит нужды в длинном перечне запутанных вопросов, и что в Шотландии, откуда он пришёл, каждый приход думает по-разному по многим вопросам. Однако что касается нового перевода Библии, то он согласен с тем, что хорошего перевода на английский язык до сих пор нет. Следующие вопросы о завозе в Англию аморальных и папистских книг с Континента и назначении компетентного приходского духовенства существенной полемики не вызвали — все присутствующие были согласны с тем, что с первым надо бороться, а второе поощрять. Далее слово было первый раз предоставлено Джону Ньюстабу, который поднял вопрос о предъявляемых к священникам церковью требованиях подписывать согласия с противоречивыми положениями урегулирования и использовать при крещении детей крестное знамение, относимое пуританами, наряду с литургическими облачениями, к предрассудкам. Всё это, заявил Ньюстаб, смущает братьев, не твёрдых в вере. Просьба вызывала недоумение короля поскольку, по его мнению, подобное, в случае взрослого человека, может смутить только слабоумного или безумца. После завершения рассмотрения теоретических вопросов, король решил пойти на некоторые компромиссы в практических вопросах. Когда Лоренс Чедертон попросил избавить его родной Ланкашир от резкого введения обязательности церемоний, поскольку в таком случае восторжествуют паписты, Яков разрешил такое послабление для ланкаширских нонконформистов в обмен на обещание обеспечить единообразие во вверенном ему Эммануил-колледже. Ньюстаб, решивший воспользоваться аналогичной возможностью для Саффолка, получил резкую отповедь от короля за желание поставить комфорт нескольких частных лиц выше интересов церкви.
Последними рассматривали в тот день дисциплинарные вопросы или, в формулировке пуритан, «чтобы Церковь честно управлялась согласно Божьему слову». В рамках известного участникам собрания дискурса эти слова обозначали упразднение епископов и введение церковной системы по женевскому образцу. Отлучение от церкви, крайняя мера пастырской дисциплины, рутинным образом накладываемое мирскими чиновниками во исполнение решений церковных судов, требовало переосмысления. Рейнольдс предложил вернуть отлучению его первоначальный характер торжественного акта, осуществляемого лично епископом. Дальнейшие детали предложенной пуританами реформы не известны. Видимо, по совету Галловея это была какая-то вариация шотландской церковной системы, сочетающей епископальную организацию и пресвитерианство, позднее в XVII столетии известной как «ограниченная» епископия. Епископы, исполняя свои обязанности, не могли бы действовать самовластно, и должны были бы опираться в своих решениях на местные собрания духовенства. Именно им должны были перейти такие функции, как регулирование проповеднической деятельности. Реформировать предлагалось и систему канонических визитаций, вносящих смуту в церковную жизнь. Согласно Барлоу, король высказывал сходные идеи относительно отлучения на предыдущем заседании, однако упоминание Рейнольдсом о пресвитериях радикально изменила настроение короля. Вспомнив события в Шотландии, когда допустившая аналогичную реформу Мария Стюарт, его мать, утратила контроль над церковью, он разразился возмущённой речью. «Если мне понадобится пресвитерий, я вернусь в Шотландию, а в Англии мне нужны епископы» и «Нет епископа, нет короля» («No bishop no king»), заявил он. На этом Яков завершил затянувшееся собрание и, прежде чем покинуть помещение, предупредил пуритан, что если они продолжат настаивать на своём, то «будут изгнаны или того хуже». Так заканчивает свой рассказ о втором дне конференции Барлоу, но согласно анониму король, после своей резкой отповеди, решил несколько вопросов в пользу пуритан, в частности по поводу назначения хороших проповедников в приходы, в которых доминируют католики.

### Третья встреча

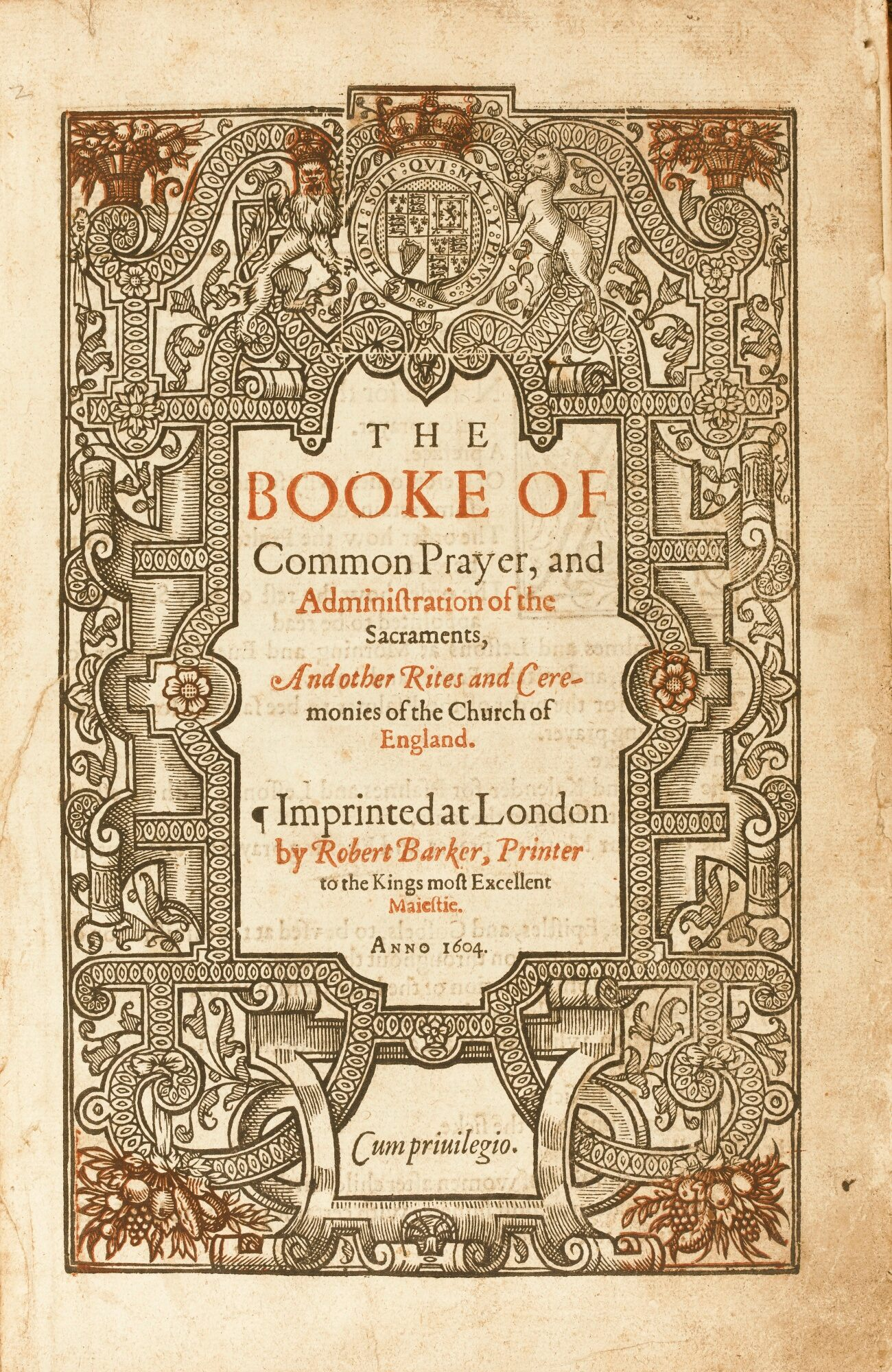
Титульная страница Книги общих молитв, издание 1604 года

Последнее заседание конференции состоялось в среду, 18 января 1604 года и продлилось два часа. Первым делом епископы представили перечень изменений в Книгу молитв, обсуждавшихся на предыдущих встречах; король просмотрел и утвердил его. Затем Яков обратился к проблеме церковной дисциплины. Суд Высокой комиссии, отметил он, слишком представителен, а рассматриваемые им дела слишком незначительны и могут быть переданы епископам. Архиепископ пояснил, что многочисленность суда связана с тем, что его члены обременены другими обязанностями и участвуют в заседаниях не регулярно. Мелкие дела, пояснил Уитгифт, нельзя передавать епископам, потому что они сами их и представляют в суд, а рассматривать дела, выходящие за рамки диоцезов, больше негде. Таким образом суд является объединительной силой в церкви. Яков счёл ответ убедительным. Относительно жалобы пуритан о том, что наказание должно применяться исключительно волей Христа, Яков придерживался мнения, что утверждение церковной дисциплины не должно быть исключительной прерогативой епископов, но конкретного метода исправления ситуации он не предложил. В конце Яков суммировал результаты обсуждения в виде четырёх пунктов:
- Терминологические изменения в Книгу общих молитв с целью устранения неоднозначностей. Так, вместо прежнего термина абсолюция (Absolution) должно было использоваться absolution or general remission of sins («абсолюция или общее отпущение грехов»), а конфирмации дали уточнение «дополнительная экзаменация веры детей». В эту же группу попало уточнение по поводу запрета осуществления крещений мирянами и женщинами, исключение из церковного календаря чтений из апокрифов, признанных противоречащими каноническим текстам Библии[55]. Соответствующие изменения были внесены в новую редакцию Книги общих молитв, вышедшую 5 марта 1604 года[58][59].
- Были внесены изменения в порядок работы церковных судов. Епископы при выполнении своих обязанностей должны описаться на помощь деканов и наиболее авторитетных священников. Членами суда Высокой комиссии отныне могли быть только особо почтенные люди, и в ведение суда должны были попадать только самые серьёзные вопросы. Лорд-канцлер, лорд-главный судья, прочие чиновники и уполномоченные суды[англ.] утрачивали право отлучать от церкви, но должны были взамен получить иные средства обеспечения выполнения своих распоряжений[60].
- Третья группа решений касалась проповедования, а именно улучшения возможности для приходов иметь обученное духовенство, устранения церковных злоупотреблений, связанных с обслуживанием нескольких приходов (pluralism) и нерадивости (non-residence), а также обеспечения проповедниками удалённых провинций[61].
- Последняя группа решений касалась препятствования завозу католической литературы и принятия закона о том, что каждый должен принимать причастие не реже, чем раз в год[61].

Ответственность за осуществление принятых решений была возложена на комитет из шести членов, составленный из епископов и членов Тайного совета.

## Результаты и последствия
Первоначальная реакция пуритан на решения Конференции была в целом положительной. Хотя руководство Эммануил-колледжа высказывало огорчение в связи с навязыванием употребления стихаря, многие видели в них начало реформации и предпосылки к дальнейшим изменениям к лучшему. Король, как это видно из его письма к графу Нортгемптону, был удовлетворён результатами общения с пуританами, но остался разочарован их техникой ведения дискуссии и неспособностью отстаивать своё мнение:

У нас была неслыханная потеха с пуританами последние два дня. Я задал им такого же перца, как ты давеча папистам… Они бегали от моих аргументов, так и не ответив ни на один, так, что мне пришлось им в конце концов сказать, что если бы вы в колледже дискутировали со студентами, и кто-то из них отвечал бы в таком роде, следовало бы схватить его за шкирку за такой ответ и приложить беднягу палкой по заду.
Оригинальный текст (англ.)We have kept such a revel with the puritans these last two days as was newer heard the like. I have peppered them as soundly as you have done the papists here… The fled me so from arguments to argument, without ever answering me directly, and I was forced at last to say unto them, that if any of them had been in a colledge disputing with scholars, if any of their disciples had answered them in that sort, they would have fetched him up in place of a reрly and should the rod have been plied upon the poor boys buttocks.

Ощутимых результатов Хэмптон-Кортская конференция принесла пуританам не много. Возврата десятины священнослужителям не удалось добиться, так как для этого Бэнкрофт не смог провести необходимые законы через Парламент, значительная часть членов которого являлась получателями импроприированных доходов. Решения относительно церковных судов не были выполнены также по причине отсутствия поддержки в Парламенте. Попытки изменения законодательства об отлучении провалились в 1606 и 1610 годах, и только в 1813 году соответствующий закон был принят. Идея подготовки нового перевода Библии также не вызывала энтузиазма у епископов. К 1604 году в ходу было несколько версий: Большая Библия 1539 года, Епископская Библия 1568 года и Женевская Библия 1560 года. Тем не менее, король считал задачу важной, тем более, что в Женевской Библии содержались критические высказывания в адрес монархии. В конце концов Бэнкрофт согласился, сформулировав 15 принципов нового перевода, призванных обеспечить максимальную преемственность с Епископской Библией. Из участников конференции в работе над переводом принимали участие Ланселот Эндрюс, Джон Оверолл и Джон Рейнольдс. Их работа увенчалась изданием Библии короля Якова в 1611 году.
29 февраля 1604 года архиепископ Джон Уитгифт скончался, и в качестве архиепископа Кентерберийского его сменил Ричард Бэнкрофт. Король разрешил вводить требование конформизма постепенно, надеясь отделить умеренных пуритан от радикальных и убедить колеблющихся принять сторону официальной церкви. Соответственно, священникам был дан срок до 30 ноября 1604 года привести обряды в соответствие с установлениями Церкви Англии. Надежды на то, что трёхдневная конференция прекратит все споры не оправдались, и летом 1604 года дебаты на религиозные темы продолжились в Парламенте и за его пределами. Предположение, что количественно умеренные превосходят радикалов, которых в марте, в своём первом послании к Парламенту, король как «скорее секту, чем религию», вечно недовольных правительством и не терпящих никакой над собой власти, тоже начало представлять ложным. Введённое в мартовской прокламации терминологическое различение «конформистов» и диссентеров широко использовалось в религиозной полемике XVII века. В июле были приняты новые Каноны, в ноябре и декабре королю поступили новые петиции, после чего Яков отдал приказ немедленно начать отстранять несогласное духовенство. Согласно инструкции, направленной Бэнкрофтом епископам, следовало отстранять только тех священников, которые отказались как дать письменное согласие, так и подчиниться в отношении церемоний. В результате, за первые месяцы 1605 года было изгнано или отстранено от служения около 90 священников — больше, чем в ходе кампании Уитгифта 1584 года. Впрочем, чуть позже Яков перестал видеть в петиционерах участников пресвитерианского заговора и допустил возможность наличия среди них «наших добрых подданных, скорее ослеплённых несдержанным благочестием, чем имеющих незаконные намерения». В феврале 1605 года граф Солсбери публично объявил, что король любит и уважает многих пуритан и, если они оставят свои мнения, некоторые из них смогут рассчитывать на занятие епископских кафедр, если таковые освободятся.

## Источники и историография

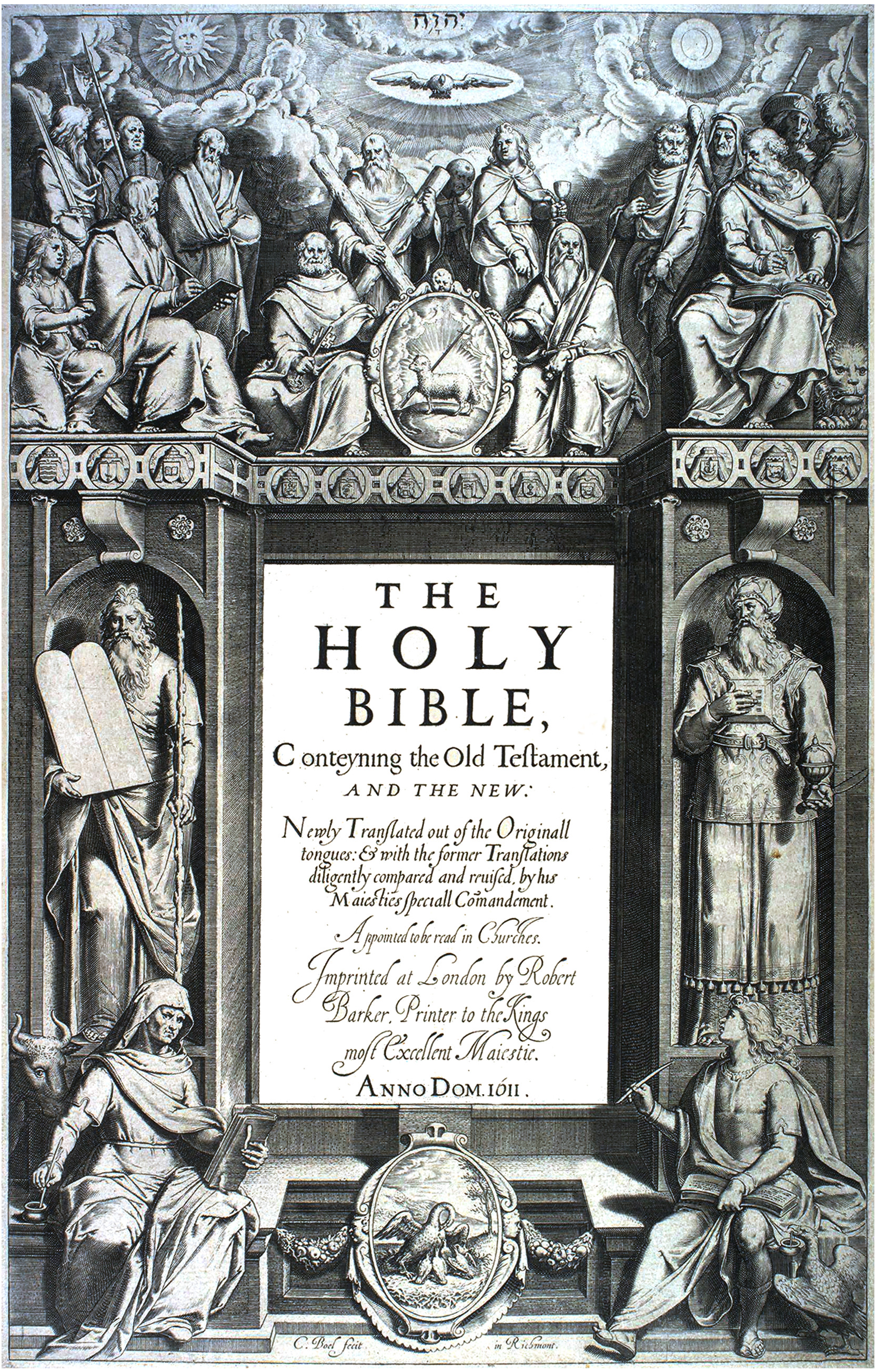
Титульный лист первого издания Библии короля Якова, 1611 год